# اورانو
اورانو هي شركة متعددة الجنسيات لدورة الوقود النووي يقع مقرها الرئيسي في كوربفوي ، باريس ، فرنسا. يتمثل نشاط الشركة في أنشطة استخراج اليورانيوم وإثراء التحويل وإعادة تدوير الوقود المستنفد واللوجستيات النووية والتفكيك والأنشطة الهندسية للدورة النووية. تم إنشاؤه في عام 2017 نتيجة لإعادة هيكلة وإعادة رسملة المجموعة النووية أريفا . وهرانو مملوكة الأغلبية للدولة الفرنسية.

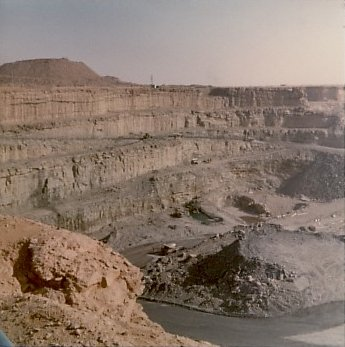
منجم اليورانيوم في حفرة مفتوحة في أرليت ، النيجر.

## روابط خارجية
- الموقع الرسمي